# Туристский маршрут

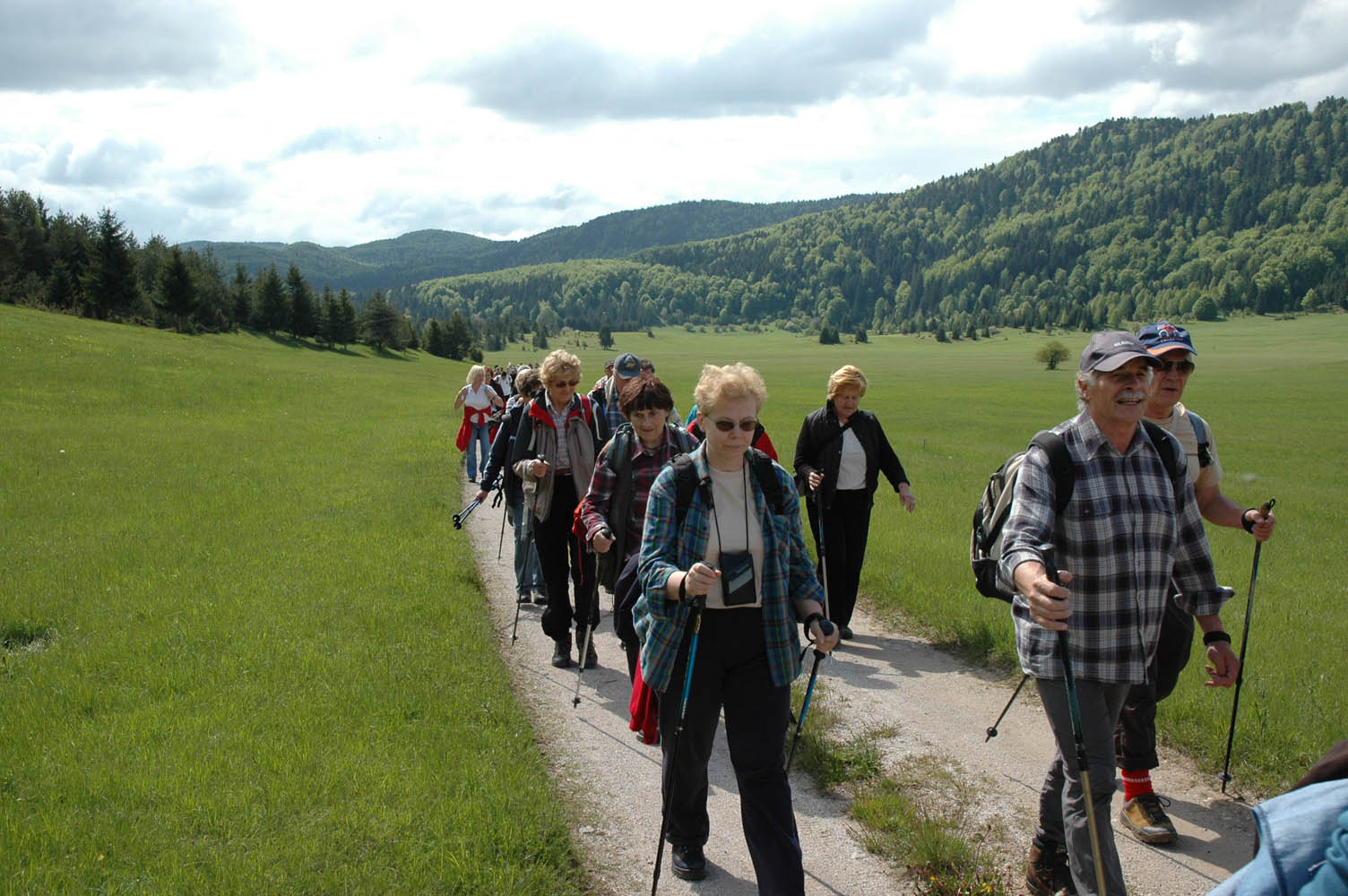
Туристский маршрут в горах

Тури́стский маршру́т — путь следования туристов, имеющих целью посещение исторических и культурных памятников, природных ландшафтов, объектов в культурно-познавательных, оздоровительных, спортивных целях. Примером может служить «Романтическая дорога», разработанная в ФРГ в 1950-е годы.
Туристский маршрут может разрабатываться как турклубом, турфирмой, так и самостоятельно туристами. В случае прохождения по маршруту, организованному турфирмой, участники обеспечиваются услугами гидов, инструкторов-проводников, экскурсоводов, а также транспортными услугами.

## Классификация
Туристские маршруты, в зависимости от направления движения-перемещения, разделяют на линейные, кольцевые, радиальные и комбинированные:
- Линейные — маршруты, начало и конец следования по которым имеет разную географическую локацию
- Кольцевые — маршруты, начало и окончание следования по которым имеет одну географическую локацию (базу, гостиницу), но при этом путь возвращения отличается от пути начала маршрута
- Радиальные — маршруты, начало и окончание следования по которым имеет одну географическую локацию (базу, гостиницу), но при этом путь возвращения совпадает с началом маршрута
- Комбинированные — включают в себя элементы линейного, кольцевого и радиального маршрутов в той или иной комбинации

Способ передвижения по маршрутам может быть любым (пешим, конным, вело, авто, водным).
Также по времени доступности маршруты могут быть круглогодичными и сезонными.
Число туристов, выходящих на маршрут, строго не регламентировано, это может быть как группа туристов, так и 1 участник.
Если в ходе прохождения туристского маршрута предполагается преодоление локальных препятствий (горных перевалов, речных порогов, переправ через реки), то такие маршруты могут быть классифицированы по степени сложности (трудности). Сложность (трудность) туристских маршрутов, в частности в России, определена «Единой всероссийской спортивной классификацией туристских маршрутов (ЕВСКТМ)». Этот документ определяет общие принципы классификации маршрутов по всем видам спортивного туризма, методику их категорирования, перечень классифицированных и эталонных спортивных туристских маршрутов и препятствий по видам. Перечни категорированных локальных препятствий (перевалов, вершин, пещер, порогов) определяются отдельными классификаторами по видам спорта.

## Туристские маршруты в СССР
По состоянию на 1975 год в СССР имелось свыше 350 всесоюзных и свыше 6 тысяч плановых местных маршрутов. Маршруты союзного значения разрабатывались ВЦСПС, местные — республиканскими, краевыми и областными советами. Пожалуй, самым известным и популярным был маршрут «Золотое кольцо России», созданный в 1967 году.
Также существовала отдельная категория маршрутов — транспортные, на которых перемещение происходило различными видами транспорта (железнодорожным, автобусным, морским, авиационным, а также комбинированные). Суммарно на всех маршрутах в 1976 было обслужено около 30 миллионов туристов.
Требование совершить туристские маршруты для всех возрастных групп населения (от 10 лет и старше) входило в комплекс нормативов ГТО.
- № 1 — «Москва»[8]
- № 2 — «Подмосковный» (Бородино — Звенигород)[8]
- № 3 — «Подмосковный», пешеходный (Сходня — Аладьино — Конаково — Лисицкий Бор)[8]
- № 4 — «Бородино»[8]
- № 5 — «Озеро Селигер»[8]
- № 5 — «Селигерский зимний»
- № 6 — «Лисицкий Бор»[8]
- № 7 — «Звенигород»[8]
- № 8 — «Подмосковный», автомобильный (Сходня — Загорск — Дмитров — Клин — Подсолнечное — Можайск — Бородино — Звенигород)[8]
- № 8 — «По Валдаю»
- № 8 — «По Валдаю зимний»
- № 9 — «Волжский», пароходный (Москва — Астрахань — Москва)[8]
- № 10 — «Волго-донской судоходный канал имени В. И. Ленина» (Ростов — Сталинград — Ростов)[8]
- № 10 — «Ленинград — Москва»
- № 87 — «Горький»[8]
- № 99 — «По пяти рекам» (Москва-река — Ока — Волга — Кама — Белая)[8]
- № 104 — «Подмосковный» (лыжный) (Бородино — Звенигород — Бородино)[8]
- № 190 — «По дельте Волги» (Астрахань)
- № 197 — «От Москвы до Новгорода» (Москва — Калинин — Боровичи — Новгород) встречный № 198
- № 198 — «От Новгорода до Москвы» (Новгород — Боровичи — Калинин — Москва) встречный № 197
- № 225 — «По Мещере»
- № 226 — «По Мещере»
- № 233 — «По Мещерскому краю»
- № 227 — «Жигулевская кругосветка»
- № 211 — «Огненная дуга» (Орёл — Курск — Белгород — Харьков)
- № 219 — «Огненная дуга» (Харьков — Белгород — Курск — Орёл)
- № 383 — «Волжско-Сурский»
- № 391 — «По Суре на лодках»
- № 387 — «Костромские дали»
- № 388 — «Сосновый бор»
- № 396 — «Верхневолжский»
- № 397 — «По реке Клязьме на лодках»
- № 398 — «По историческим местам Центральной России»
- № 399 — «По историческим местам Центральной России»
- № 401 — «Золотое кольцо» (Москва — Ярославль — Кострома — Иваново — Владимир — Москва)
- № 402 — «По местам боевой славы» (Москва — Смоленск — Минск — Брест)
- № 404 — «По городам Золотого кольца» (Москва — Кострома — Ростов — Москва)
- № 537 — «По левитановским местам»
- № 509 — «От Москвы до Вологды»
- № 510 — «От Вологды до Москвы»

- № 11 — «Ленинград»[8]
- № 12 — «К Онежскому озеру» (Ленинград — Новая Ладога — Поневец)[8]
- № 12 — «Ленинград — Кижи» (Ленинград — Петрозаводск — Кижи — о. Валаам — Ленинград)
- № 13 — «Озеро Череменецкое»[8]
- № 14 — «Пушкинский заповедник»[8]
- № 15 — «Репино»[8]
- № 15 — «Белые ночи на Вуоксе» (Лосево — Лосево)
- № 16 — «Приозёрский»[8]
- № 16 — «По Вуоксе на лодках»
- № 17 — «По Карельскому перешейку» (Репино — Ильичёво — Суонтакский спуск — Лосево — река Вирта-Вуокса — озеро Тархон-Ярви — река Вуокса — озеро Вуокса — Приозёрская турбаза) (обратный маршруту № 18)[8]
- № 17 — «По Карельскому перешейку» (Выборг — по реке Вуоксе — Приозёрск) (обратный маршруту № 18)
- № 18 — «По Карельскому перешейку» (Приозёрск — озеро Вуокса — река Вуокса — озеро Тархон-Ярви — река Вирта-Вуокса — Лосево — Суонтакский спуск — Ильичёво — Репино) (обратный маршруту № 17)[8]
- № 18 — «По Карельскому перешейку» (Приозёрск — по реке Вуоксе — Выборг) (обратный маршруту № 17)
- № 20 — «По псковской земле»
- № 101 — «По Карельскому перешейку» (лыжный)[8]
- № 107 — «Череменецкий» (лыжный)[8]
- № 156 — «Рига — Сигулда — Пушкинский заповедник»
- № 162 — «Рига — Пушкинский заповедник»
- № 170 — «Пушкинский заповедник — Сигулда — Рига»
- № 170 — «Пушкинский заповедник — Рига»
- № 194 — «По ленинским местам Карельского перешейка и Ленинграда»
- № 195 — «По древнерусским городам и Ленинграду»
- № 196 — «По пушкинским местам»
- № 334 — «По городам Кольского полуострова»
- № 335 — «По городам Кольского полуострова»
- № 343 — «Заполярный водный»
- № 348 — «Заполярный лыжный»
- № 354 — «По озерам Карелии»
- № 355 — «Карельский зимний»
- № 356 — «Валдайский лыжный»
- № 357 — «В край белых ночей», (Ярославль — Вологда — Вытегра — Кириллов — Белозёрск — Петрозаводск — Репино и Ленинград)
- № 371 — «В край белых ночей», (такой же, как № 357)
- № 392 — «По озерам Валдая»
- № 511 — «По вологодской земле»
- № 195 — «По древнерусским городам и Ленинграду»
- № 259 — «По новгородской земле»
- № 260 — «По новгородской земле»
- № 627 — «По Лапландии»
- № 629 — «Мончегорский горнолыжный»
- № 628 — «По Хибинам»
- № 770 — «По Западной Вуоксе»
- № 772 — «По ленинским местам Ленинграда и Карельского перешейка»
- № 790 — «Ленинград — Прибалтика»
- № 800 — «Ленинград — Нахимовское озеро»

- № 55 — «По Южному Уралу» (т/б «Ильменская» — Челябинск)[8]
- № 56 — «По Среднему Уралу»[8]
- № 57 — «Свердловск»[8]
- № 57 — «По реке Сим на плотах»
- № 58 — «По реке Чусовой»
- № 59 — «По реке Белой па плотах» (Кага — р. Белая — Юмагузино — Уфа)
- № 70 — «Красноярский заповедник»[8]
- № 70 — «От Саян до Байкала» (Шушенское — Красноярск — Братск — т/б «Прибалтийская»)
- № 71 — «По Красноярскому краю»
- № 72 — «По великим стройкам Сибири» (Шушенское — Красноярск — Братск — Иркутск — озеро Байкал)
- № 73 — «Путешествие по реке Енисей»
- № 75 — «Алтайский» (Бийск — Горно-Алтайск — Чемал — Каракольские озёра — Артыбаш — р. Бия — Бийск)[8]
- № 75 — «Алтайский южный» (Бийск — Балыктуюль — приют «Чулымшан» — Артыбаш — приют «Озеро Куреево» — Бийск)
- № 76 — «Телецкое озеро»[8]
- № 76 — «По Телецкому озеру и Алтайской тайге» (Бийск — приют «Озеро Куреево» — Артыбаш — приют «Чулымшан» — Артыбаш — приют «Озеро Куреево» — Бийск)
- № 77 — «Алтайский горно-таёжный»
- № 78 — «Телецкое озеро»
- № 86 — «По Чуйскому тракту»
- № 102 — «Ильменский заповедник», лыжный[8]
- № 103 — «Уральский», зимний[8]
- № 133 — «По Сылве»
- № 135 — «По долине реки Сысерти» (пешеходный)
- № 135-А — «По долине реки Сысерти» (лыжный)
- № 136 — «По местам бажовских сказов»
- № 145 — «По югу Сахалина»
- № 204 — «Сказка алтайских гор и озер», пеший
- № 207 — «Эдиганский» конно-водный
- № 210 — «Золотое кольцо Алтая. Осень и весна»
- № 210 — «Золотое кольцо Алтая. Лето» (классический)
- № 210(З) — «Золотое кольцо Алтая» (зима)
- № 264 — «Долина гейзеров на Камчатке»
- № 201 — «К Каракольским озёрам» (Алтай)
- № 371 — «По озёрному краю южного Урала»
- № 412 — «Телецкое озеро»
- № 413 — «Телецкое озеро»
- № 421 — «Поднебесные зубья»

- № 6 — «По Туркмении и Таджикистану» (Ашхабад — Душанбе — Ленинабад — турбаза «Таджикское море»)
- № 7 — «По Туркмении и Таджикистану» (Ашхабад — Душанбе — Ленинабад — турбаза «Таджикское море»)
- № 66 — «Горельник»[8]
- № 67 — «Иссык»[8]
- № 68 — «По Казахстану и Киргизии» (Алма-Ата — приют «Кегень» — т/б «Казахстан» — Фрунзе) (встречный № 69)
- № 69 — «По Киргизии и Казахстану» (встречный № 68)
- № 186 — «Фирюза»
- № 191 — «По Северному Тянь-Шаню»
- № 192 — «По Северному Тянь-Шаню»
- № 211 — «По столицам республик Средней Азии и Казахстана» (Ашхабад — Душанбе — Ташкент — Фрунзе — Алма-Ата)
- № 212 — «По столицам республик Средней Азии» (Фрунзе — Ташкент — Самарканд — Душанбе — Ашхабад) (встречный № 214)
- № 214 — «По столицам республик Средней Азии» (Ашхабад — Душанбе — Самарканд — Ташкент — Фрунзе) (встречный № 212)
- № 232 — «К озеру Иссык-Куль»
- № 235 — «По Туркмении и Узбекистану» (Ашхабад — Бухара — Самарканд — Ташкент)
- № 241 — «По солнечному Узбекистану» (Ташкент — Янгиабад — Хива — Бухара — Самарканд) (встречный № 242)
- № 242 — «По солнечному Узбекистану» (встречный № 241)
- № 244 — «Путешествие в сказку» (Ашхабад — Ташауз — Ургенч — Бухара — Самарканд)
- № 245 — «Путешествие в сказку» (Ашхабад — Ташауз — Ургенч — Бухара — Самарканд)
- № 250 — «Пайронские озера — Таджикское море»
- № 315 — «Фрунзе — Ташкент — Ашхабад»
- № 408 — «По Туркмении и Узбекистану» (Ашхабад — Бухара — Самарканд — Ташкент)
- № 423 — «По Таджикистану и Узбекистану» (обратный маршруту № 428)
- № 424 — «По древним городам Узбекистана» (Ташкент — Самарканд — Бухара — Ургенч) (встречный № 426)
- № 426 — «По древним городам Узбекистана» (Ургенч — Бухара — Самарканд — Ташкент) (встречный № 424)
- № 428 — «По Узбекистану и Таджикистану» (обратный маршруту № 423)
- № 429 — «По Гиссарскому хребту» (Самарканд — озеро Гушор — озеро Искандеркуль — Душанбе) (встречный № 435)
- № 433 — «По Гиссарскому хребту» (Самарканд — озеро Гушор — озеро Искандеркуль — Душанбе) (встречный № 434)
- № 434 — «По Гиссарскому хребту» (встречный № 433)
- № 435 — «По Гиссарскому хребту» (Душанбе — озеро Искандеркуль — озеро Гушор — Самарканд) (встречный № 429)
- № 435 — «По Таджикистану» (Душанбе — Ленинабад) (встречный № 436)
- № 436 — «По Таджикистану» (Ленинабад — Душанбе) (встречный № 435)
- № 437 — «Из Казахстана в Среднюю Азию» (Алма-Ата — Фрунзе — Джамбул — Чимкент — Ташкент) (встречный № 438)
- № 438 — «Из Средней Азии в Казахстан» (Ташкент — Чимкент — Джамбул — Фрунзе — Алма-Ата) (встречный № 437)
- № 439 — «К Ферганской долине»
- № 440 — «По Таджикистану и Узбекистану» (Душанбе — Бухара — Самарканд — Ташкент) (встречный № 441)
- № 441 — «По Узбекистану и Таджикистану» (Ташкент — Самарканд — Бухара — Душанбе) (встречный № 440)

- № 21 — «Крымский», автомобильный (Симферополь — Алушта — Ялта)[8]
- № 22 — «Крымский горный» (Симферополь — Бахчисарай — Соколиное — Ай-Петри — Алупка — Ялта)[8]
- № 22 — «Крымский горный пешеходный» (Симферополь, Бахчисарай, Соколиное, Ай-Петри, Ялта, Алушта)
- № 23 «Ялта»[8]
- № 23 — «Ялтинский (радиальный)» (Ялта, Дом-музей А. П. Чехова, Никитский ботанический сад, Гурзуф, Алупка, водопад Учан-Су, вершина Ай-Петри, Большой каньон)
- № 24 — «По Крымскому заповеднику»[8]
- № 24 — «По Крымскому заповеднику» (Симферополь — Бахчисарай — Соколиное — Ялта)
- № 25 — «Крымский горный» (Симферополь — Ангарский перевал — Зуя — Белогорск — Старый Крым — Феодосия)
- № 26 — «По Юго-Западному Крыму» (Симферополь — Бахчисарай — Соколиное — Севастополь)
- № 27 — «По рубежам обороны Севастополя» (Симферополь — Соколиное — Севастополь)
- № 34 — «По средневековому Крыму» (Бахчисарай — Севастополь)
- № 91 — «Алушта»[8]
- № 91 — «Алуштинский (радиальный)»
- № 110 — «По вершинам горного Крыма, пешеходный»
- № 111 — «По партизанским тропам горного Крыма» (Симферополь — Зуя — Ангарский перевал — Алушта)
- № 164 — «Севастополь (радиальный)»
- № 182 — «По Восточному Крыму» (Симферополь — Ангарский перевал — Судак — Планёрское)
- № 183 — «По пещерным городам Крыма» (Симферополь — Бахчисарай — Соколиное — Ялта)
- № 323 — «Крымский автомобильный»
- № 451 — «Феодосия»
- № 452 — «Крымский, автобусный» (Симферополь — Севастополь)
- № 543 — «По Восточному Крыму» (Симферополь — Феодосия — Планёрское — Алушта)

- № 25 — «К озеру Рица» (Хоста — озеро Рица — Ахукдарский первал — перевал Аишхо II — Пслух — Красная Поляна — Сочи) (обратный маршруту № 26)[8]
- № 26 — «Краснополянский» (Красная Поляна — Пслух — перевал Аишхо II — Ахукдарский первал — озеро Рица — Хоста — Сочи) (обратный маршруту № 25)[8]
- № 27 — «Черноморское побережье Кавказа» (Сочи — Гагра — Пицунда — Новый Афон — Сухуми) (обратный маршруту № 28)[8]
- № 28 — «Черноморское побережье Кавказа» (Сухуми — Новый Афон — Пицунда — Гагра — Сочи) (обратный маршруту № 27)[8]
- № 29 — «Черноморское побережье Кавказа» (Аше — Сочи)[8]
- № 29 — «По горным тропам Кубани»[9]
- № 30 — «По Западному Кавказу» (Хаджох — Блокгаузная — Гузерипль — Белореченский перевал — Дагомыс — Аше)[8]
- № 30 — «По Западному Кавказу» (Через горы к Чёрному морю)
- № 31 — «Аше»[8]
- № 32 — «Сочи»[8]
- № 33 — «Хоста»[8]
- № 34 — «Геленджик»[8]
- № 35 — «По Кавказскому заповеднику» (Хаджох — Гузерипль — Кавказский заповедник — Красная Поляна — Адлер)[8]
- № 36 — «Сухуми»[8]
- № 37 — «Зелёный Мыс»[8]
- № 38 — «Кисловодск»[8]
- № 39 — «Пятигорск»[8]
- № 39 — «Нальчик»[8]
- № 41 — «Военно-грузинская дорога» (Орджоникидзе — Казбеги — Пасанаури — Мцхета — Тбилиси — Гори — Батуми — Зелёный Мыс)[8]
- № 42 — «Военно-осетинская дорога» (Орджоникидзе — Цей — Заромаг — Калаки — Шови — Кутаиси — Батуми — Зелёный Мыс)[8]
- № 42 — «По Военно-Осетинской дороге»
- № 43 — «Военно-Сухумская дорога» (Теберда — Домбай — Северный Приют — Клухорский перевал — Южный Приют — Ажары — Сухуми)[8]
- № 43 — «Военно-Сухумская дорога» (Теберда — Домбай — Северный Приют — Клухорский перевал — Южный Приют — Сухуми)
- № 44 — «Через Рокский перевал» (Алагир — Цей — Заромаг — Рокский перевал — Гори — Мцхета — Новый Афон)[8]
- № 44 — «Через Рокский перевал на Кавказе»
- № 45 — «Закавказский» (Баку — Ереван — Тбилиси — Гори — Батуми — Зелёный Мыс)[8]
- № 46 — «Кабардино-Сванский»[8]
- № 47 — «По Северному Кавказу» (Нальчик — Пятигорск — Кисловодск)[8]
- № 47 — «По Северному Кавказу» (Кисловодск — Пятигорск — Нальчик — Орджоникидзе)
- № 48 — «Минеральные воды» (Кисловодск — Пятигорск)[8]
- № 48 — «Минеральные воды — Каспийское море» (Пятигорск — Кисловодск — Яламинское Взморье)
- № 49 — «Минеральные воды — Черноморское побережье» (Кисловодск — Пятигорск — Сочи — Аше)[8]
- № 61 — «По Армении и Грузии» (Ереван — Севан — Кировакан — Туманян — Тбилиси — Гори — Гагра)[8]
- № 80 — «По Юго-Западной Грузии» (Боржоми — Бакуриани — Вардзия — Зекарский перевал — курорт Саирме — с. Маяковски — Кутаиси — Зелёный Мыс)[8]
- № 81 — «Краснодарский»[8]
- № 82 — «Черноморское побережье Кавказа» (Сочи — Аше — Новомихайловское — Архипо-Осиповка — Геленджик)[8]
- № 83 — «Черноморское побережье Кавказа» (Гагра — Сухуми)[8]
- № 85 — «По Северному Кавказу» (Пятигорск — Нальчик)[8]
- № 85 — «Предгорья Кавказа» «По Северному Кавказу» (Нальчик — Долина Нарзанов — Кисловодск)
- № 86 — «Долина нарзанов»[8]
- № 88 — «Шови»[8]
- № 93 — «Новый Афон»[8]
- № 94 — «Батуми»[8]
- № 251 — «По Северному Кавказу» (Орджоникидзе — Голубые озёра — Кисловодск)
- № 262 — «По Северному Кавказу» (зимний) (Орджоникидзе — Голубые озёра — Кисловодск)
- № 273 — «Теберда — Солнечная Долина» (Тиберда — долина р. Джемагат — Солнечная Долина)
- № 280 — «Предгорья Кавказа»
- № 285 — «Теберда»
- № 295 — «Архызский» (Кисловодск — Архызск — Красная Поляна — Адлер)
- № 307 — «По черноморскому побережью Кавказа» (Гудаута — турбаза «Золотой берег» — Сочи)
- № 309 — «По черноморскому побережью Кавказа» (Хоста — турбаза «Золотой берег» — Сухуми)
- № 310 — «По курортам Северного Кавказа»
- № 311 — «По курортам Северного Кавказа»
- № 321 — «Карабахский (радиальный)»
- № 327 — «Домбай — Ставрополь — Адлер»
- № 344 — «Приэльбрусье — Домбай» (Приэльбрусье — Кисловодск — Теберда — Домбай)
- № 345 — «Домбай — Приэльбрусье» (Домбай — Теберда — Кисловодск — Приэльбрусье)
- № 346 — «По Северному Кавказу» («К подножью Эльбруса») (Кисловодск — турбаза «Эльбрус» — Нальчик) (обратный маршруту № 347)
- № 347 — «По Северному Кавказу» («К подножью Эльбруса») (Нальчик — турбаза «Иткол» — Кисловодск) (обратный маршруту № 346)
- № 359 — «По Северному Кавказу» (зимний) (Орджоникидзе — Нальчик — Пятигорск — Кисловодск)
- № 366 — «По Тебердинскому заповеднику» (Архыз — Теберда — Домбай)
- № 330 — «Черноморское побережье — Северный Кавказ»
- № 331 — «Северный Кавказ — Черноморское побережье»
- № 822 — «К озеру Рица и Чёрному морю» (Пятигорск — Архыз — Дамхурц — Авадхара — Рица — Адлер)[10]

- № 19 — «Аэгвийду-Нелиярве»[8]
- № 20 — «Прибалтийский» (Рига — Сигулда — Таллин — Аэгвийду-Нелиярве)[8]
- № 50 — «Закарпатский», автомобильный (Львов — Ясиня — Рахов — Хуст — Мукачево — Ужгород)[8]
- № 51 — «Киев»[8]
- № 53 — «По лесным Карпатам» (Ясиня — полонина Свидовец — Усть-Чёрное — Синевирское озеро — Воловец — Мукачево)[8]
- № 54 — «Днепровско-черноморский», пароходный (Киев — Канев — Днепропетровск — Запорожье — Новая Каховка — Херсон — Одесса)[8]
- № 80 — «По реке Ворскла на лодках»
- № 84 — «По Эстонии», автомобильный[8]
- № 89 — «Рахов»[8]
- № 90 — «Мукачево»[8]
- № 95 — «Сигулда»[8]
- № 95 — «По Латвии»
- № 105 — «Закарпатский» (лыжный)[8]
- № 107 — «По Буковине и Гуцульщине»
- № 109 — «По Буковине и Гуцульщине»
- № 185 — «Прикарпатский»
- № 186 — «Прикарпатский»
- № 301 — «По Украине и Молдавии» (Киев — Кишинёв — Вадул-луй-Водэ — Тирасполь — Одесса)
- № 302 — «От Подолья до Чёрного моря» (Каменец-Подольский — Черновцы — Кишинёв — Дубоссары — Одесса)
- № 352(207-99-02) — «По закарпатскому Черногорью» (Рахов — Ясиня — Усть-Чорна — Рахов)
- № 368 — «Брест»
- № 369 — «По Белоруссии и Литве» (Брест — Минск — озеро Нарочь — Вильнюс) (обратный к маршруту № 370)
- № 370 — «По Белоруссии и Литве» (Вильнюс — озеро Нарочь — Минск — Брест) (обратный к маршруту № 369)
- № 526 — «Гуцульщина»
- № 527 — «Гуцульщина»
- № 600 — «По Гуцульщине» (лыжный)
- № 619 — «Яблоницкий перевал» (лыжный)
- № 627 — «Серебристые водопады»
- № 636 — «Карпатские зори»
- № 660 — «Горная Косовщина»
- № 679 — «Гуцульщина»
- № 714 — «Северное Закарпатье»
- № 731 — «Прикарпатские водопады»
- № 750 — «Зимнее Прикарпатье»
- № 760 — «Прикарпатский» (лыжный)

## Национальные туристские маршруты Российской Федерации
В рамках реализации стратегии Российской Федерации по развитию внутреннего туризма федеральным законом от 20 апреля 2021 г. № 93-ФЗ были внесены изменения в федеральный закон от 24 ноября 1996 г. № 132-ФЗ «Об основах туристской деятельности в Российской Федерации», среди которых, в частности, ростуризмом был введён термин «национальный туристский маршрут» — маршрут, который имеет особое значение для развития внутреннего и въездного туризма. Указанные поправки начали действовать с 1 июля 2022 года. 5 июля 2022 года приказом ростуризма N 299-Пр-22 определена форма заявки на определение туристского маршрута в качестве национального, а также порядок расчёта критериев национальных туристских маршрутов.
Также с 1 июля 2022 года вступило в силу распоряжение правительства РФ от 5 апреля 2022 г. № 744-р «О перечне видов туристских маршрутов, требующих сопровождения инструктором-проводником, и категориях их сложности, а также о критериях отнесения туристского маршрута к соответствующей категории сложности, в том числе с учётом обеспечения безопасности туристов».

## Винные маршруты
Первым маршрутом винного туризма был Германский винный путь, торжественно открытый Йозефом Бюркелем в 1935 году. Через 2 года французы ответили на это начинание созданием «винной дороги Бургундии». Однако наибольший успех у туристов обрела «винная дорога Эльзаса», открытая в 1953 году. Ежегодно по этому маршруту путешествуют около 1,5 млн ценителей белых вин. Для тех, кто предпочитает крепкие алкогольные напитки, обустроены отдельные маршруты, например, шотландская «Тропа солодового виски».